# Zimowe Igrzyska Olimpijskie 2022
XXIV Zimowe Igrzyska Olimpijskie – odbyły się w Pekinie w dniach 4–20 lutego 2022 roku. Kalendarz i procedura aplikacji na stanowisko organizatora została ogłoszona przez MKOl w październiku 2012 roku, ustalono termin zgłaszania wniosków do 14 listopada 2013. Komitet Wykonawczy MKOl dokonał oficjalnie przeglądu ofert wszystkich miast kandydujących, w lipcu 2014 r. Gospodarz igrzysk został wybrany na 128. sesji MKOl 31 lipca 2015 roku w Kuala Lumpur.
Po przyznaniu Pekinowi prawa do organizacji igrzysk, stolica Chin została pierwszym miastem-organizatorem zarówno letnich, jak i zimowych igrzysk olimpijskich (letnie odbyły się w Pekinie w 2008 roku).

## Kalendarz organizacyjny
3 października 2012 r. MKOl ogłosił w liście do narodowych komitetów olimpijskich kalendarz w sprawie Zimowych Igrzysk Olimpijskich 2022.
- 2012
  - 3 października 2012 – pierwsze informacyjne ogólniki do narodowych komitetów olimpijskich
- 2013
  - 6 czerwca 2013 – MKOl oficjalnie zaprasza wnioskodawców – narodowe komitety olimpijskie i publikuje kwestionariusz miasta-wnioskodawcy[5]
  - 14 listopada 2013 – termin nadsyłania zgłoszeń
  - 4-6 grudnia 2013 – seminarium miast-wnioskodawców w siedzibie MKOl w Lozannie, Szwajcaria
- 2014
  - 14 marca 2014 – dokumenty i dane dotyczące wniosku
  - lipiec 2014 – wybór miast i nadanie oficjalnego statusu kandydata przez Komitet Wykonawczy MKOl
- 2015
  - styczeń 2015 – zgłoszenie kandydatury i gwarancji
  - luty–marzec 2015 – wizytacja miast-kandydatów przez komisję MKOl
  - maj–czerwiec 2015 – sprawozdanie komisji oceniającej
  - maj–czerwiec 2015 – odprawa miast w Lozannie
  - 31 lipca 2015 – wybór miasta gospodarza podczas sesji MKOl w Kuala Lumpur, Malezja

## Kandydaci
Do 6 listopada 2013 roku narodowe komitety olimpijskie (oficjalnie to one są odpowiedzialne za zgłoszenie i organizowanie) zgłosiły dwa miasta:
- Ałmaty, Kazachstan

Kazachstan 17 sierpnia 2013 r. ogłosił, że kandyduje na organizatora zimowych IO w 2022. Ałmaty jako była stolica, nadal największe miasto oraz centrum finansowe kraju uznane zostało za najodpowiedniejsze. Kazachstan był gospodarzem w Zimowych Igrzysk Azjatyckich 2011, które mogą być postrzegane jako przygotowanie do organizacji zimowych igrzysk olimpijskich w przyszłości. Azjatyckie Igrzyska Olimpijskie zostały podzielone między dwa miasta – stolicę (Astana, od 1997 roku) i Ałmaty. Dodatkowo 29 listopada 2011 r. Ałmaty zostało wybrane na gospodarza Zimowej Uniwersjady w 2017.
- Pekin, Chiny

Chiński Komitet Olimpijski zgłosił aplikację 5 listopada 2013 r. W stolicy Chin mają odbyć się zawody w hokeju na lodzie, łyżwiarstwie szybkim, figurowym, short tracku i curlingu, natomiast pozostałe rozegrane mają zostać w rejonie Zhangjiakou. W razie zwycięstwa, Pekin zostałby pierwszym miastem, w których rozegrano by zarówno letnie, jak i zimowe igrzyska olimpijskie.
Pekin został wybrany na gospodarza Zimowych Igrzysk Olimpijskich 2022 po pokonaniu Ałmaty czterema głosami w dniu 31 lipca 2015 r. podczas 128. sesji MKOl w Kuala Lumpur w Malezji.
| Wyniki głosowania: | Wyniki głosowania: | Wyniki głosowania: |
| ------------------ | ------------------ | ------------------ |
| Miasto             | Państwo            | Głosy              |
| Pekin              | Chiny              | 44                 |
| Ałmaty             | Kazachstan         | 40                 |

### Kandydatury wycofane
- Sztokholm, Szwecja

Pierwotnie decyzja Szwedów miała być podana pod koniec czerwca 2013, jednak ze względu na przedłużające się rozmowy z władzami miasta ewentualny wniosek aplikacyjny wysłany został w ostatnich dniach przed upływem terminu. Stolica Szwecji była już gospodarzem igrzysk – letnich w 1912 roku, gościła też zawody w konkurencjach jeździeckich w ramach igrzysk w Melbourne w 1956 roku. Większość konkurencji miała się odbyć w samym Sztokholmie, natomiast niektóre konkurencje alpejskie planowano zorganizować w oddalonym o 600 kilometrów Are.
17 stycznia 2014 roku władze Szwecji wycofały aplikację Sztokholmu. Władze Sztokholmu zrezygnowały ze starań o igrzyska z obawy przed zbyt wysokimi kosztami, jakie pociągnęłyby za sobą planowane inwestycje. Okazało się, że planiści Szwedzkiego Komitetu Olimpijskiego przewidując wydatki, które trzeba będzie ponieść przy organizacji imprezy, opierali się na wycenach kosztów inwestycji poniesionych przez organizatorów igrzysk w Vancouver w 2010 r., koszty od tego czasu wzrosły co najmniej dwukrotnie. Tylko przebudowa obecnie istniejących tras zjazdowych i dostosowanie ich do standardów olimpijskich byłaby droższa w stosunku do wcześniejszych wyliczeń o równowartość 500 mln złotych.
- Kraków, Polska

7 listopada 2013 r. oficjalnie zgłoszona została aplikacja Krakowa. W stolicy Małopolski miałaby odbyć się większość konkurencji lodowych oraz ceremonie otwarcia i zamknięcia igrzysk. Konkurencje alpejskie miałyby zostać rozegrane na Słowacji, a pozostałe konkurencje w Zakopanem. Gdyby zwyciężył, byłyby to pierwsze igrzyska zimowe na terenie dwóch państw. Postanowiono, że 25 maja 2014 r. podczas wyborów do Parlamentu Europejskiego odbędzie się również referendum lokalne w Krakowie, w którym mieszkańców zapytano m.in. o chęć zorganizowania IO. Frekwencja w referendum przekroczyła wymagane 30%, przy czym głosujący w zdecydowanej większości (69,72%) opowiedzieli się przeciwko Igrzyskom. 29 maja 2014 poinformowano o pomyśle organizacji ZIO w 2022 w Zakopanem, pomysł ten jednak upadł.
- Lwów, Ukraina

Aplikacja Lwowa wpłynęła do MKOl 5 listopada 2013 r. Podobnie jak w ofercie Pekinu, tak i tutaj tylko niektóre konkurencje miałyby się odbyć w samym mieście – większość dyscyplin rozegrana ma zostać w wyżej położonych kurortach Karpat. 30 czerwca 2014 r., Międzynarodowy Komitet Olimpijski ogłosił, że Lwów przenosi swą uwagę na kandydowanie w 2026 i nie będzie kontynuował walki o Zimowe Igrzyska w 2022. Decyzja została podjęta jako rezultat obecnej sytuacji ekonomicznej oraz politycznej na Ukrainie.
- Oslo, Norwegia

7 listopada 2013 r. władze Oslo zapewniły, że przed upłynięciem terminu zgłoszą aplikację swojego miasta, zgodnie z wolą obywateli wyrażoną we wrześniowym referendum.

## Rozgrywane dyscypliny
Uczestnicy zimowych igrzysk w Pekinie w 2022 roku rywalizować będą w 109 konkurencjach w 15 dyscyplinach sportowych. Po raz pierwszy w historii na igrzyskach zostaną rozegrane następujące konkurencje: kobiecy monobob, Big Air w narciarstwie dowolnym, oraz zawody mieszane w: skokach akrobatycznych, skokach narciarskich, Snowcrossie, oraz short tracku.
| - Biathlon (11) - Biegi narciarskie (12) - Bobsleje (4) - Curling (3) - Hokej na lodzie (2) - Kombinacja norweska (3) - Łyżwiarstwo figurowe (5) - Łyżwiarstwo szybkie (14) | - Narciarstwo alpejskie (11) - Narciarstwo dowolne (13) - Saneczkarstwo (4) - Short track (9) - Skeleton (2) - Skoki narciarskie (5) - Snowboarding (11) |

## Państwa biorące udział w XXIV Zimowych Igrzyskach Olimpijskich
Na XXIV Zimowe Igrzyska Olimpijskie zakwalifikowali się reprezentanci 91 państw.
Na zimowych igrzyskach w Pekinie zadebiutowali reprezentanci 2 państw: Arabii Saudyjskiej oraz Haiti.
1. Albania (1)
2. Andora (5)
3. Arabia Saudyjska (1)
4. Argentyna (6)
5. Armenia (6)
6. Australia (55)
7. Austria (106)
8. Azerbejdżan (2)
9. Belgia (19)
10. Białoruś (29)
11. Boliwia (2)
12. Bośnia i Hercegowina (6)
13. Brazylia (11)
14. Bułgaria (16)
15. Chile (4)
16. Chińska Republika Ludowa (170) (organizator)
17. Chińskie Tajpej (4)
18. Chorwacja (11)
19. Cypr (1)
20. Czarnogóra (3)
21. Czechy (113)
22. Dania (62)
23. Ekwador (1)
24. Erytrea (1)
25. Estonia (26)
26. Filipiny (1)
27. Finlandia (95)
28. Francja (86)
29. Ghana (1)
30. Grecja (5)
31. Gruzja (9)
32. Haiti (1)
33. Hiszpania (14)
34. Holandia (42)
35. Hongkong (3)
36. Indie (1)
37. Iran (3)
38. Irlandia (6)
39. Islandia (5)
40. Izrael (6)
41. Jamajka (6)
42. Japonia (124)
43. Kanada (211)
44. Kazachstan (34)
45. Kirgistan (1)
46. Kolumbia (3)
47. Korea Południowa (63)
48. Kosowo (2)
49. Liban (3)
50. Liechtenstein (2)
51. Litwa (13)
52. Luksemburg (2)
53. Łotwa (57)
54. Macedonia Północna (3)
55. Madagaskar (2)
56. Malezja (2)
57. Malta (1)
58. Maroko (1)
59. Meksyk (4)
60. Mołdawia (5)
61. Monako (3)
62. Mongolia (2)
63. Niemcy (148)
64. Nigeria (1)
65. Norwegia (84)
66. Nowa Zelandia (15)
67. Pakistan (1)
68. Peru (1)
69. Polska (57)
70. Portoryko (2)
71. Portugalia (3)
72. Rosyjski Komitet Olimpijski (212)
73. Rumunia (21)
74. Samoa Amerykańskie (1)
75. San Marino (2)
76. Serbia (2)
77. Słowacja (50)
78. Słowenia (43)
79. Stany Zjednoczone (222)
80. Szwajcaria (168)
81. Szwecja (116)
82. Tajlandia (4)
83. Timor Wschodni (1)
84. Trynidad i Tobago (2)
85. Turcja (7)
86. Ukraina (43)
87. Uzbekistan (1)
88. Węgry (14)
89. Wyspy Dziewicze Stanów Zjednoczonych (1)
90. Wielka Brytania (50)
91. Włochy (118)

## Kalendarz
W poniższym kalendarzu zaprezentowano dni, w których rozdane zostaną medale w danej dyscyplinie (żółty kolor), rozegrane zostaną eliminacje (niebieski kolor), odbędzie się gala łyżwiarzy figurowych (jasnożółty), ceremonia otwarcia (zielony) i zamknięcia igrzysk (czerwony).
| Luty 2022             | 2 Ś | 3 C | 4 P | 5 S | 6 N | 7 P | 8 W | 9 Ś | 10 C | 11 P | 12 S | 13 N | 14 P | 15 W | 16 Ś | 17 C | 18 P | 19 S | 20 N | Liczba konkurencji |
| --------------------- | --- | --- | --- | --- | --- | --- | --- | --- | ---- | ---- | ---- | ---- | ---- | ---- | ---- | ---- | ---- | ---- | ---- | ------------------ |
| Biathlon              |     |     |     | ●   |     | ●   | ●   |     |      | ●    | ●    | ●    |      | ●    | ●    |      | ●    | ●    |      | 11                 |
| Biegi narciarskie     |     |     |     | ●   | ●   |     | ●   |     | ●    | ●    | ●    | ●    |      |      | ●    |      |      | ●    | ●    | 12                 |
| Bobsleje              |     |     |     |     |     |     |     |     |      |      |      | ●    | ●    | ●    |      |      | ●    | ●    | ●    | 4                  |
| Curling               | ●   | ●   | ●   | ●   | ●   | ●   | ●   | ●   | ●    | ●    | ●    | ●    | ●    | ●    | ●    | ●    | ●    | ●    | ●    | 3                  |
| Hokej na lodzie       |     | ●   | ●   | ●   | ●   | ●   | ●   | ●   | ●    | ●    | ●    | ●    | ●    | ●    | ●    | ●    | ●    | ●    | ●    | 2                  |
| Kombinacja norweska   |     |     |     |     |     |     |     | ●   |      |      |      |      |      | ●    |      | ●    |      |      |      | 3                  |
| Łyżwiarstwo figurowe  |     |     | ●   |     | ●   | ●   | ●   |     | ●    |      | ●    |      | ●    | ●    |      | ●    | ●    | ●    | G    | 5                  |
| Łyżwiarstwo szybkie   |     |     |     | ●   | ●   | ●   | ●   |     | ●    | ●    | ●    | ●    |      | ●    |      | ●    | ●    | ●    |      | 14                 |
| Narciarstwo alpejskie |     |     |     |     |     | ●   | ●   | ●   | ●    | ●    |      | ●    |      | ●    | ●    | ●    |      | ●    |      | 11                 |
| Narciarstwo dowolne   |     | ●   |     | ●   | ●   | ●   | ●   | ●   | ●    |      |      | ●    | ●    | ●    | ●    | ●    | ●    | ●    |      | 13                 |
| Saneczkarstwo         |     |     |     | ●   | ●   | ●   | ●   | ●   | ●    |      |      |      |      |      |      |      |      |      |      | 4                  |
| Short track           |     |     |     | ●   |     | ●   |     | ●   |      | ●    |      | ●    |      |      | ●    |      |      |      |      | 9                  |
| Skeleton              |     |     |     |     |     |     |     |     | ●    | ●    | ●    |      |      |      |      |      |      |      |      | 2                  |
| Skoki narciarskie     |     |     |     | ●   | ●   | ●   |     |     |      | ●    | ●    |      | ●    |      |      |      |      |      |      | 5                  |
| Snowboarding          |     |     |     | ●   | ●   | ●   | ●   | ●   | ●    | ●    | ●    |      | ●    | ●    |      |      |      |      |      | 11                 |
| Liczba konkurencji    |     |     |     | 6   | 6   | 9   | 10  | 6   | 8    | 7    | 6    | 7    | 5    | 9    | 7    | 6    | 4    | 9    | 4    | 109                |
| Ceremonie             |     |     | ●   |     |     |     |     |     |      |      |      |      |      |      |      |      |      |      | ●    |                    |

## Klasyfikacja medalowa
| Miejsce | Państwo                     | złoto | srebro | brąz | Razem |
| ------- | --------------------------- | ----- | ------ | ---- | ----- |
| 1.      | Norwegia                    | 16    | 8      | 13   | 37    |
| 2.      | Niemcy                      | 12    | 10     | 5    | 27    |
| 3.      | Stany Zjednoczone           | 9     | 9      | 7    | 25    |
| 4.      | Chińska Republika Ludowa    | 9     | 4      | 2    | 15    |
| 5.      | Szwecja                     | 8     | 5      | 5    | 18    |
| 6.      | Holandia                    | 8     | 5      | 4    | 17    |
| 7.      | Austria                     | 7     | 7      | 4    | 14    |
| 8.      | Szwajcaria                  | 7     | 2      | 6    | 15    |
| 9.      | Rosyjski Komitet Olimpijski | 5     | 12     | 15   | 32    |
| 10.     | Francja                     | 5     | 7      | 2    | 14    |
| 11.     | Kanada                      | 4     | 8      | 14   | 26    |
| 12.     | Japonia                     | 3     | 7      | 8    | 18    |
| 13.     | Włochy                      | 2     | 7      | 8    | 17    |
| 14.     | Korea Południowa            | 2     | 5      | 2    | 9     |
| 15.     | Słowenia                    | 2     | 3      | 2    | 7     |
| 16.     | Finlandia                   | 2     | 2      | 4    | 8     |
| 17.     | Nowa Zelandia               | 2     | 1      | 0    | 3     |
| 18.     | Australia                   | 1     | 2      | 1    | 4     |
| 19.     | Wielka Brytania             | 1     | 1      | 0    | 2     |
| 20.     | Węgry                       | 1     | 0      | 2    | 3     |
| 21.     | Belgia                      | 1     | 0      | 1    | 2     |
| 21.     | Czechy                      | 1     | 0      | 1    | 2     |
| 21.     | Słowacja                    | 1     | 0      | 1    | 2     |
| 24.     | Białoruś                    | 0     | 2      | 0    | 2     |
| 25.     | Hiszpania                   | 0     | 1      | 0    | 1     |
| 25.     | Ukraina                     | 0     | 1      | 0    | 1     |
| 27.     | Estonia                     | 0     | 0      | 1    | 1     |
| 27.     | Łotwa                       | 0     | 0      | 1    | 1     |
| 27.     | Polska                      | 0     | 0      | 1    | 1     |
| Łącznie | Łącznie                     | 109   | 109    | 109  | 327   |

## Transmisje telewizyjne
| Kraj                            | Stacja telewizyjna                            |
| ------------------------------- | --------------------------------------------- |
| Azja                            | Dentsu                                        |
| Chiny                           | Centralna Telewizja Chińska                   |
| Europa                          | Eurosport                                     |
| Japonia                         | Japan Consortium                              |
| Bliski Wschód i Afryka Północna | BeIN Sport                                    |
| Korea Północna                  | Seoul Broadcasting System                     |
| Korea Południowa                | Seoul Broadcasting System                     |
| Polska                          | Eurosport, TVP                                |
| Rosja                           | Telesport; Rossija 1; Pierwyj kanał; Match TV |
| Stany Zjednoczone               | NBC                                           |